# Le Ricain
Pour plus de détails, voir Fiche technique et Distribution.
Le Ricain (Belali tatil en turc) est un film policier turco-français coréalisé par Sohban Kologlu, Stéphane Melikian et Jean-Marie Pallardy, sorti en 1975.

## Fiche technique
Sauf indication contraire, les informations mentionnées dans cette section peuvent être confirmées par la base de données cinématographiques Unifrance,  présente dans la section « Liens externes ».
- Titre original français : Le Ricain[1]
- Titre turc : Belali tatil
- Réalisation : Sohban Kologlu, Stéphane Melikian, Jean-Marie Pallardy
- Scénario : Guy Lionel, Jean-Marie Pallardy, Pierre Pelot
- Photographie : Guy Maria
- Montage : Bruno Zincone
- Musique : Ennio Morricone
- Production : Jean-Marie Pallardy, Jacqueline Beymeix Eudes d'Eudeville, Türker Inanoglu
- Sociétés de production : Les Films JMP, Les Films de la Rose, Erler Film
- Pays de production :  France,  Turquie
- Langues originales : français, turc
- Format : couleur - 1,66:1 - Son mono - 35 mm
- Durée : 95 minutes (1 h 35)
- Genre : policier
- Dates de sortie :
  - Turquie : 1er décembre 1975
  - France : 25 mai 1977
- Mention :
  - France : Interdit aux moins de 12 ans[2]

## Distribution
- Jess Hahn : Jeff
- Jean-Marie Pallardy : Serva
- Jean Luisi : Gino
- Ilker Inanoglu : Olivier
- Gordon Mitchell : Mike
- Filiz Akin : Elisabeth
- Jacques Insermini : Bandini
- Ceyda Karahan